# Hart Bochner
Hart Matthew Bochner (* 3. Oktober 1956 in Toronto, Ontario) ist ein kanadischer Schauspieler und Regisseur.

## Leben
Bochner wurde als Sohn des kanadischen Schauspielers Lloyd Bochner geboren.
Er war in Filmen wie Monster im Nachtexpreß, Supergirl und Stirb langsam zu sehen. In dem Film Apartment Zero von Martin Donovan spielte er die Hauptrolle. Bochner führte bei den Filmen PCU und High School High Regie.

## Filmografie (Auswahl)
- 1977: Islands in the Stream
- 1979: Vier irre Typen – Wir schaffen alle, uns schafft keiner (Breaking Away)
- 1980: Monster im Nachtexpreß (Terror Train)
- 1981: Reich und berühmt (Rich and Famous)
- 1984: Supergirl
- 1987: Making Mr. Right – Ein Mann à la Carte (Making Mr. Right)
- 1988: Stirb langsam (Die Hard)
- 1988: Apartment Zero
- 1988: Feuersturm und Asche (War and Remembrance, Fernsehserie)
- 1990: Mr. Destiny
- 1991: Nur die See kennt die Wahrheit (And the Sea Will Tell, Fernsehfilm)
- 1993: … und der Himmel steht still (The Innocent)
- 1998: Break Up – Nackte Angst (Break Up)
- 1999: Überall, nur nicht hier (Anywhere But Here)
- 2000: Düstere Legenden 2 (Urban Legends: Final Cut)
- 2001: Jede Affäre hat ihren Preis (Say Nothing)
- 2002: Liberty Stands Still
- 2007: The Starter Wife – Alles auf Anfang (The Starter Wife, Fernsehserie)
- 2017: Criminal Minds (Fernsehserie, Episode 12x20)